# Susi Lanner
Susi Lanner, de son vrai nom Meta Reif (née le 27 août 1911 à Vienne, morte le 16 mars 2006 à Dobbs Ferry) est une actrice autrichienne.

## Biographie
Susi Lanner suit une formation en art dramatique, danse et chant et apparaît pour la première fois en tant que chanteuse et danseuse dans des opérettes et des revues. Elle fait ses débuts au cinéma en 1932 dans la comédie Hochzeitsreise zu dritt. Au début, elle se fait connaître comme actrice dans un second rôle. Elle devient actrice principale en 1936 avec la comédie Un baiser aux enchères.
Peu de temps avant l'Anschluss, Susi Lanner part avec son mari, Roy Frazier Potts, un industriel américain (vice-président de New York Overseas Corp.), aux États-Unis et arrête sa carrière d'actrice. En août 1952, elle se rend en Allemagne pour la première fois après la guerre avec sa fille Delia, âgée de six ans. Elle passe sa vie à White Plains, dans le comté de Westchester.

## Filmographie
- 1932 : Hochzeitsreise zu dritt
- 1933 : Symphonie d'amour (Abenteuer am Lido)
- 1933 : Unser Kaiser
- 1934 : Der kühne Schwimmer
- 1934 : Heinz im Mond (de)
- 1934 : Die Liebe siegt
- 1934 : Der letzte Walzer
- 1935 : Artisten (de)
- 1935 : Der Gefangene des Königs
- 1935 : Herbstmanöver
- 1936 : Un baiser aux enchères
- 1936 : Das Schönheitsfleckchen (de)
- 1936 : Moscou-Shanghai
- 1936 : Spiel an Bord
- 1937 : Meiseken
- 1937 : Hahn im Korb